# Газимурская впадина
Газиму́рская впа́дина — впадина в юго-восточной части Забайкальского края России.

## Расположение
Газимурская впадина ограничена с запада и северо-запада Борщовочным хребтом и отрогом хребта Кукульбей, с востока и юго-востока — Нерчинским, Урюмканским и Газимурским хребтами. В морфоструктурном отношении состоит из двух относительно самостоятельных впадин: Газимуро-Аленуйской и Газимуро-Золинской, разделённых Урюмканским хребтом.
Газимуро-Аленуйская впадина начинается в верховьях реки Аленуй (левый приток Газимура) и протягивается сначала на север-северо-восток, затем (в окрестностях села Ушмун) поворачивает на северо-восток, до окрестностей села Курлея. Протяженность этой впадины достигает 150 км при ширине 2-10 км.
Газимуро-Золинская впадина начинается в окрестностях села Александровский Завод и протягивается (с изгибом) до села Кокуй-1, в окрестностях которого раздваивается в направлениях на северо-восток и северо-запад. Протяженность впадины превышает 70 км, ширина — от 2 до 8 км.

## Геология
Газимурская впадина сложена осадочными, гранитоидными и базальтоидными формациями верхнеюрско-нижнемелового возраста, с которыми связаны залежи бурого угля и проявления фосфоритов. Сверху эти формации прикрывают кайнозойские континентальные отложения небольшой мощности. Заложение Газимурской впадины произошло в мезозое, дальнейшее формирование шло в неоген и антропоген.
Пониженную часть впадины занимают река Газимур и её притоки; урез воды в них составляет от 800 до 580 м. Преобладающие типы ландшафта — приречные луга, лесостепи и тайга (в северной части).